# Skupnost za ceste Slovenije
Die Skupnost za ceste Slovenije, zu deutsch Gemeinschaft für die Straßen von Slowenien, war von 1983 bis 1989 die Straßenverwaltungsgesellschaft Sloweniens und wird heute durch die DARS ersetzt. Das Unternehmen sollte nicht mit der nachfolgenden Straßenverwaltungsgesellschaft Republiška uprava za ceste (1990 bis 1994) verwechselt werden. Das Unternehmen, sowie die hier genannte Nachfolgerin hatten Ende der 1980er und Anfang der 1990er Jahre die Bauherrschaft über den Karawankentunnel inne. 